# Sân bay Ojika
Sân bay Ojika (ICAO: RJDO) là một sân bay dân dụng nằm cách Ojika Nagasaki, Nhật Bản 3,0 km (1,9 mi) về phía đông nam.